# Acrocercops albidorsella
Acrocercops albidorsella är en fjärilsart som beskrevs av Bradley 1957. Acrocercops albidorsella ingår i släktet Acrocercops och familjen styltmalar. Inga underarter finns listade i Catalogue of Life.